# Cytheropteron punctatum
Cytheropteron punctatum är en kräftdjursart som först beskrevs av Brady.  Cytheropteron punctatum ingår i släktet Cytheropteron och familjen Cytheruridae. Arten har ej påträffats i Sverige. Inga underarter finns listade i Catalogue of Life.